# Globidentosuchus
Globidentosuchus — це вимерлий рід кайманових крокодилів, відомий з кінця середнього до пізнього міоцену середніх і верхніх членів формації Урумако в Урумако, Венесуела. Його череп був дуже коротким і міцним, з великими одиницями сферичних зубів, які використовувалися для руйнування раковин молюсків. Вважається, що це один із найбазальніших кайманових, який навіть має деякі риси з алігаторидами.

## Етимологія
Родова назва Globidentosuchus походить від латинських коренів globus, що означає «сфера» і dens, що означає «зуб», що стосується сферичних зубів у задній частині черепа, і грецького souchos, що означає «крокодил». Назва виду brachyrostris походить від грецького brachys, що означає «короткий» і латинського rostrum, що означає «морда», на честь усіченого та міцного рострума виду.